# Fryco
Fryco (veraltet auch Fryzo) ist ein männlicher Personenname. Er ist die niedersorbische Form des deutschen Vornamens Friedrich oder Fritz bzw. des Familiennamens Fritze.
Vorname
- Pawoł Fryco Broniš (Paul Friedrich Bronisch, 1830–1895), niedersorbischer evangelischer Pfarrer und Schriftsteller
- Fryco Latk (Fritz Lattke, 1895–1980), niedersorbischer Graphiker und Maler
- Fryco Rocha (1863–1942), niedersorbischer Dichter und Lehrer
- Kito Fryco Stempel (Christian Friedrich Stempel, 1787–1867), niedersorbischer evangelischer Pfarrer und Schriftsteller
- Jan Karlo Fryco Swora (Johann Karl Friedrich Zwahr, 1818–1884) niedersorbischer Pfarrer, Publizist und Dichter von Kirchenliedern

Familienname
- Jan Bjedrich Fryco (Johann Friedrich Fritze, 1747–1819), niedersorbischer evangelischer Pfarrer und Autor